# Idioma vilamoviciano
El wymysorys, vilamoviciano o vilamoviano es una lengua germánica occidental hablada en el poblado de Wilamowice, situado en la frontera entre Silesia y Pequeña Polonia, cerca de Bielsko-Biała. El origen de la lengua parece derivarse del alemán central del siglo XII, con una fuerte influencia del bajo alemán, y del polaco.
Es una lengua en riesgo de desaparecer por el número escaso de hablantes, se estima que existen alrededor de 100 hablantes nativos, en su mayoría son personas de edad avanzada.

## Escritores
- Florian Biesik escribía poesía en lengua wymysorys durante el siglo XIX.

## Alfabeto
El Alfabeto Wymysorys está compuesto de 34 letras.
| a | ao | b | c | ć | d | e | f | g | h | i | j | k | ł | l | m | n | ń | o | ö | p | q | r | s | ś | t | u | ü | v | w | y | z | ź | ż |
| A | AO | B | C | Ć | D | E | F | G | H | I | J | K | Ł | L | M | N | Ń | O | Ö | P | Q | R | S | Ś | T | U | Ü | V | W | Y | Z | Ź | Ż |

## Ejemplos
| Wymysorys | Alemán       | Neerlandés | Inglés          | Español     |
| --------- | ------------ | ---------- | --------------- | ----------- |
| ałan      | allein       | alleen     | alone           | solo        |
| ana, an   | und          | en         | and             | y           |
| bryk      | Brücke       | brug       | bridge          | puente      |
| duł       | dumm         | dom        | dull            | aborrecido  |
| fuylgia   | hören        | horen      | to hear         | oír         |
| ganc      | ganz         | gans       | entirely        | totalmente  |
| gyrycht   | Gericht      | gerecht    | court           | tribunal    |
| dyr hymół | Himmel       | hemel      | heaven          | cielo       |
| łove      | Liebe        | liefde     | love            | amor        |
| a mikieła | ein bisschen | een beetje | a bit           | un poco     |
| müter     | Mutter       | moeder     | mother          | madre       |
| myttółt   | Mitte        | middel     | middle          | medio       |
| nimanda   | niemand      | niemand    | no one (no man) | ninguno     |
| ny        | nein         | nee        | no              | no          |
| ödum      | Atem         | adem       | breath          | respiración |
| olifant   | Elefant      | olifant    | elephant        | elefante    |
| öwyt      | Abend        | avond      | evening         | anochecer   |
| śraeiwa   | schreiben    | schrijven  | to write        | escribir    |
| syster    | Schwester    | zuster     | sister          | hermana     |
| śtaen     | Stein        | steen      | stone           | piedra      |
| trynkia   | trinken      | drinken    | to drink        | beber       |
| uöbroz    | Bild         | beeld      | picture         | imagen      |
| wełt      | Welt         | wereld     | world           | mundo       |
| wynter    | Winter       | winter     | winter          | invierno    |
| zyłwer    | Silber       | zilver     | silver          | plata       |
| zyjwa     | sieben       | zeven      | seven           | siete       |
| sgiöekumt | wilkommen    | welkom     | welcome         | bienvenido  |